# 宋惠公
宋惠公（？—前800年），子姓，名覵，中國西周時期宋國君主。
宋僖公之子。惠公四年（前828年），周宣王即位。惠公三十年（前800年），惠公卒，子哀公立。葬於商丘。宋惠公、宋哀公、宋戴公等三公王陵三峰並峙，故名“三陵台”。